# Västerlånggatan
Västerlånggatan est une rue piétonne de Gamla stan à Stockholm en Suède,.

## Situation
Västerlånggatan s'étend de Mynttorget à Järntorget et suit le tracé du premier mur de défense.
Västerlånggatan était jusqu'au début du XXème siècle la principale rue commerçante de Stockholm.
Avec ses nombreux restaurants et boutiques, c'est aujourd'hui l'une des principales rues touristiques de la ville.

## Histoire
Au XVe siècle, on l'appelle longagatuna waestan mwr mais aussi Allmänningsgatan et Långa gatan, mais à la fin du XVIe siècle, un nom très similaire à celui actuel, Westra longgatun, a été trouvé. Les noms Stora Smedjegatan et Stadssmedjegatan sont également apparus.
Dans le cadre de la révision du nom à Stockholm en 1885, « Vesterlånggatan for Stadssmedjegatan » a été choisi.
De nombreuses façades de magasins ont pris leur aspect actuel à la fin du XIXe siècle et il est aujourd'hui parfois difficile de déterminer si la maison date du XVIIe ou du XIXe siècle. La mode architecturale dominante consistait à placer des piliers ou des colonnes en fonte entre les nouvelles grandes ouvertures des fenêtres. Sur un total de 36 façades avec des colonnes en fonte de la vieille ville répertoriées dans un inventaire du musée municipal de Stockholm, 25 sont situées le long de Västerlånggatan, qui jusqu'au début du XXe siècle était la principale rue commerçante de Stockholm.
Les premières colonnes en fonte furent mises en service en 1863 dans l'îlot urbain Kvarteret Cephalus et les dernières en 1904 dans le Kvarteret Ulysses.
Au milieu du XXe siècle, Västerlånggatan s'appelait « kappgatan » car presque tous les magasins de manteaux de Stockholm s'y trouvaient. Parmi eux, la célèbre maison de couture Aug. Magnusson AB (fondée en 1860) qui a exercé ses activités pendant plus de 100 ans dans le Kvarteret Cybele et le magasin de manteaux d'Åström de 1911, l'un des rares dans son secteur, à se trouver encore au 40 Västerlånggatan.
Aujourd'hui, Västerlånggatan est l'une des principales rues touristiques de Stockholm.
À l'adresse Västerlånggatan 31 se trouvait l'appartement du ministre-président suédois Olof Palme, assassiné le vendredi 28 février 1986 à Sveavägen.

## Bâtiments de la rue
- 1, Skandiahuset
- 7, Västerlånggatan 7[6]
- 16, Apoteket Korpen
- 22, Hotel Lord Nelson
- 27, Palmstedts hus
- 28, Västerlånggatan 28
- 29, Jakob Sauers hus
- 31, Västerlånggatan 31
- 40, Åströms kappaffär
- 45, Källaren Rostock
- 47, Gustaf Mellbin sybehör och damunderkläder
- 46-50, Aug. Magnusson AB
- 52, Sidenhuset Pärlan
- 68, Maison von der Linde

## Galerie

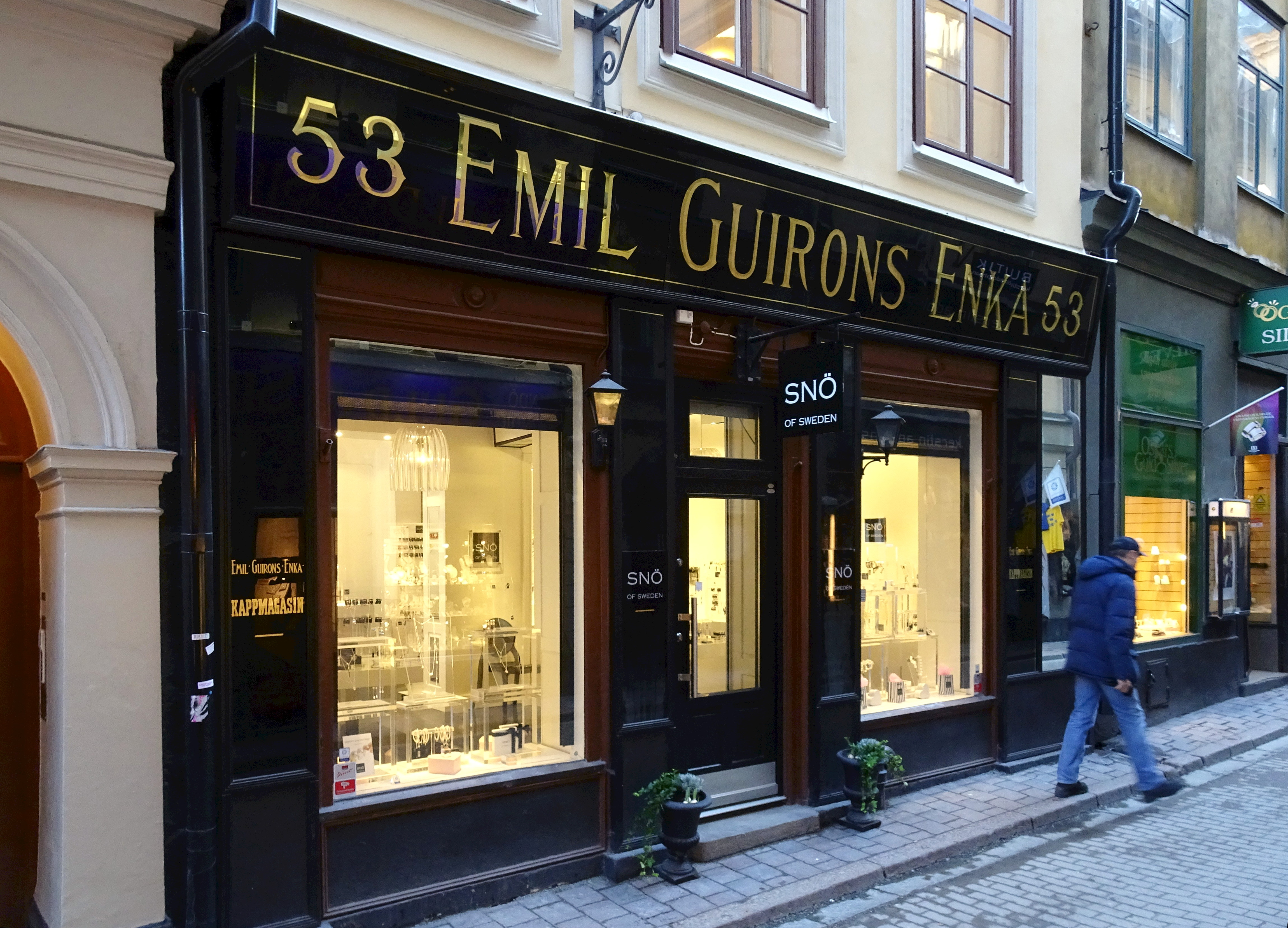
"Emil Guirous Enka", Västerlånggatan 53.
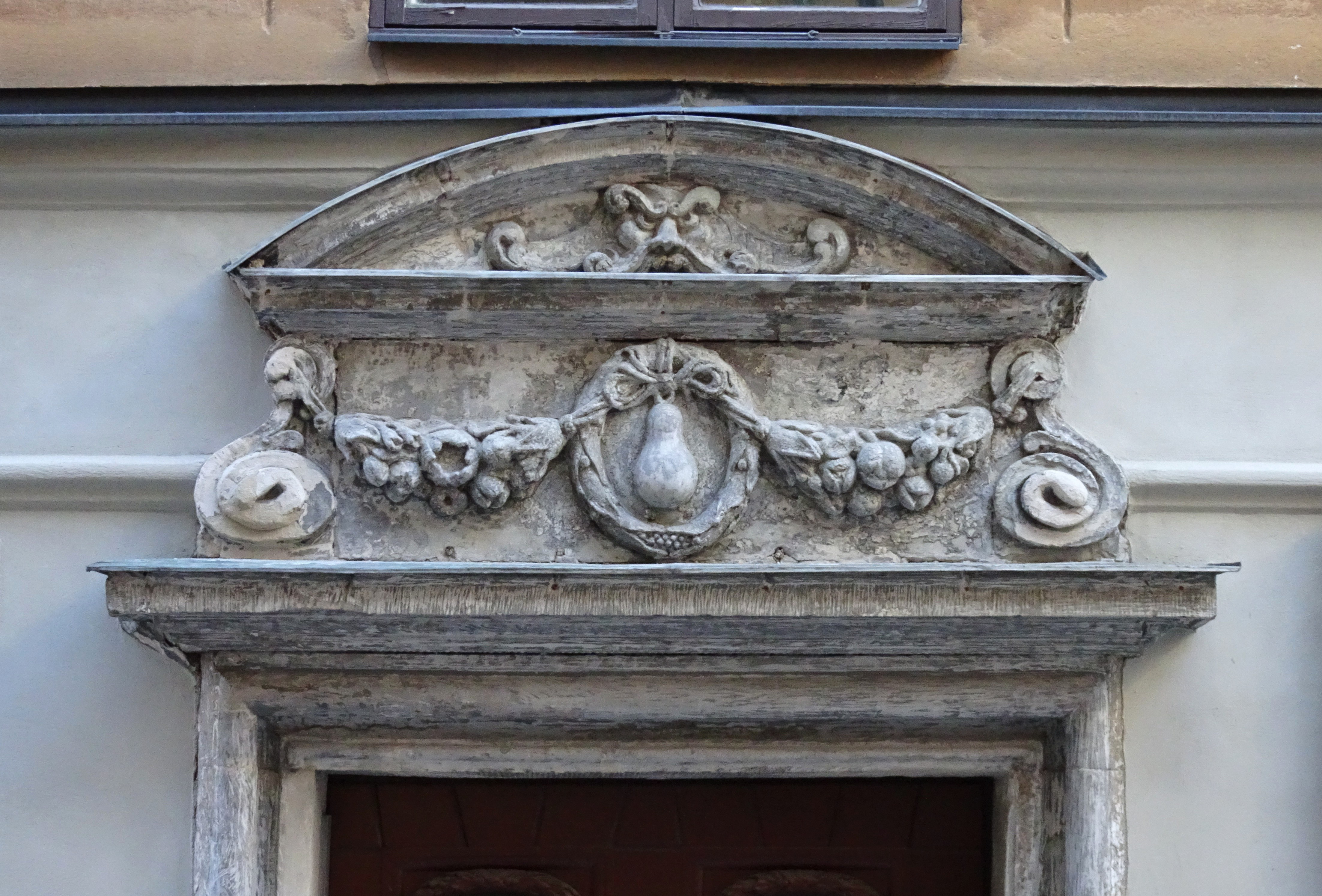
"Sidenhuset Pärlan", Västerlånggatan 52.
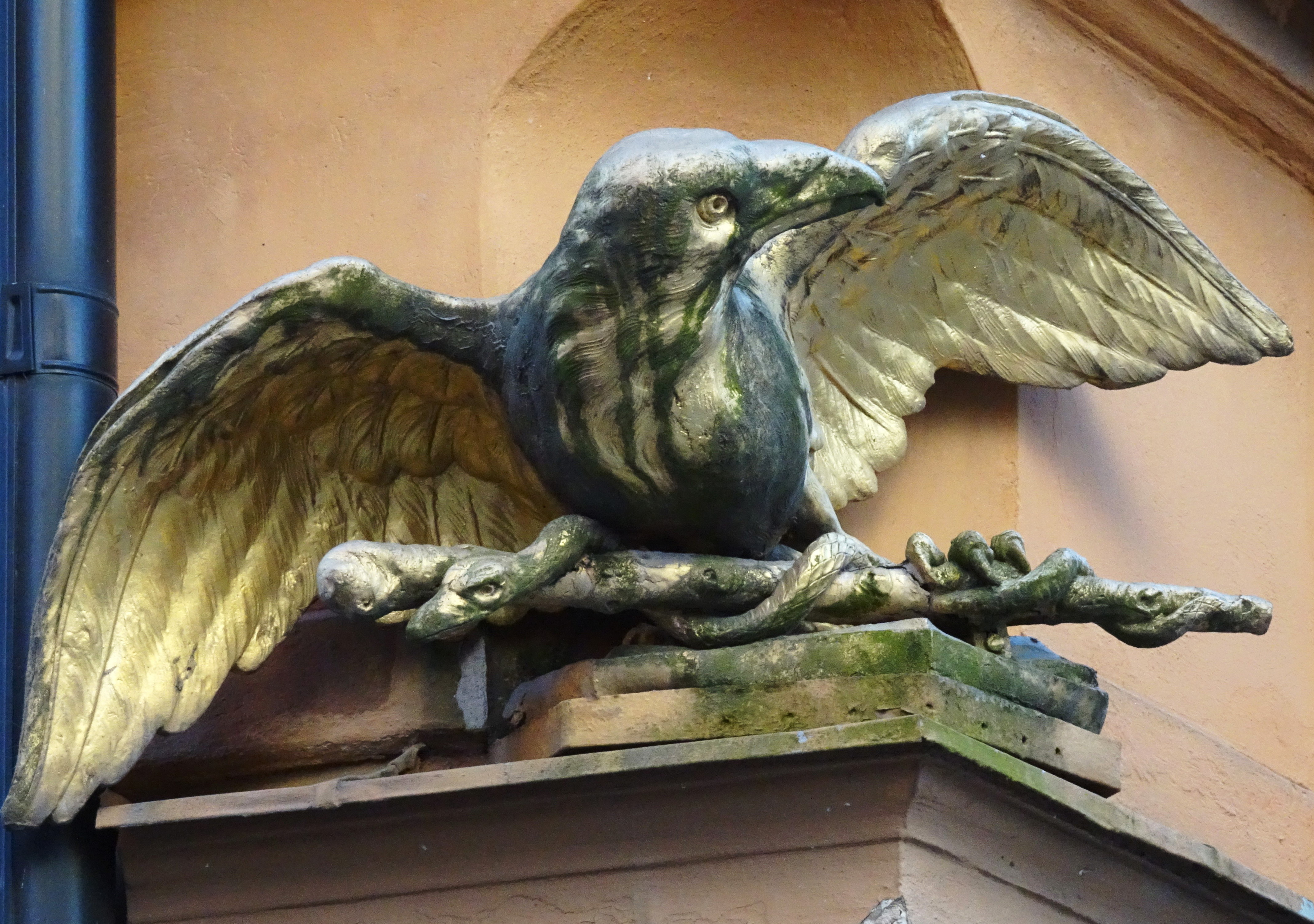
"Apoteket Korpen", Västerlånggatan 16.
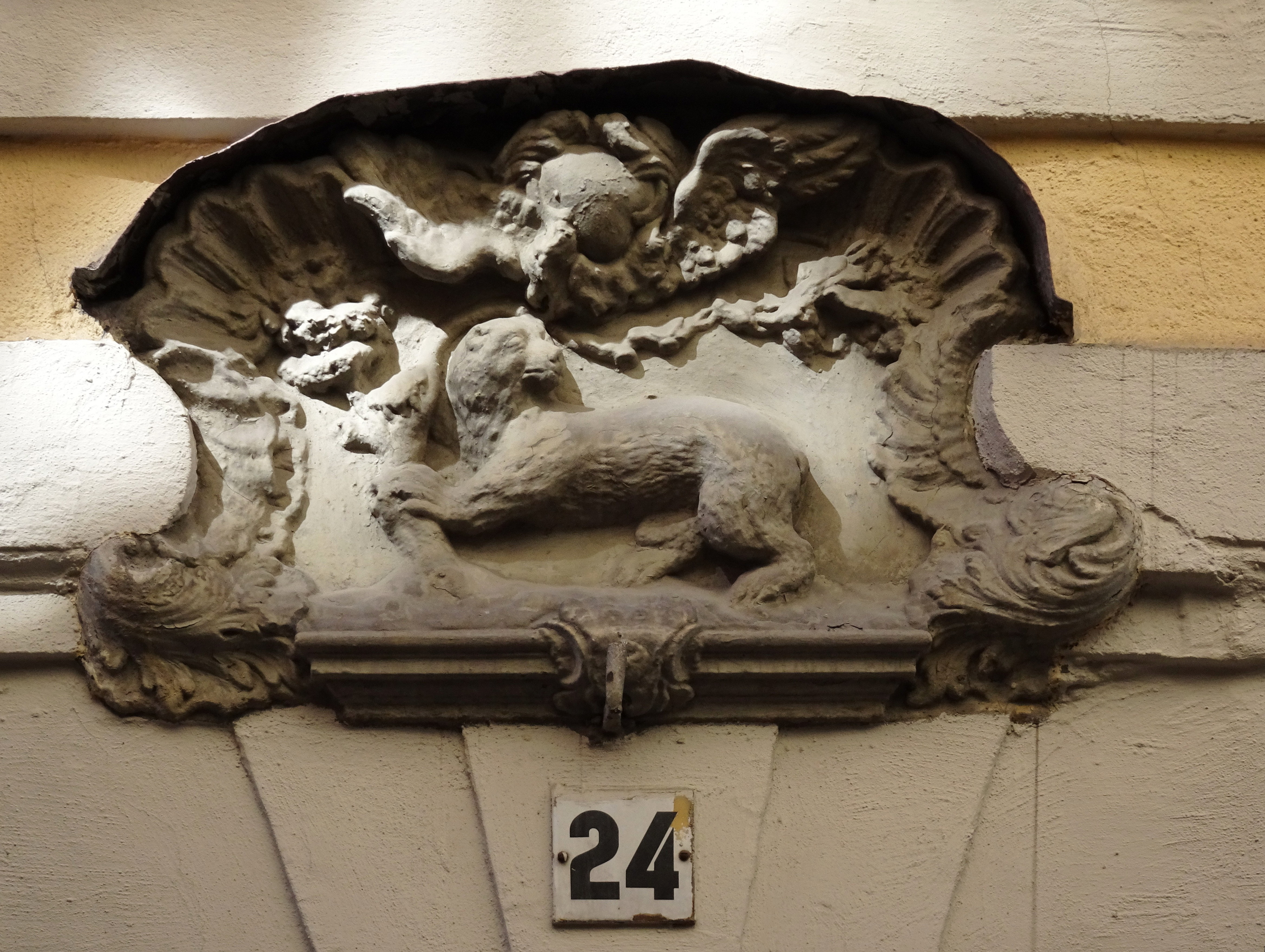
Herr Måns, Västerlånggatan 24A.
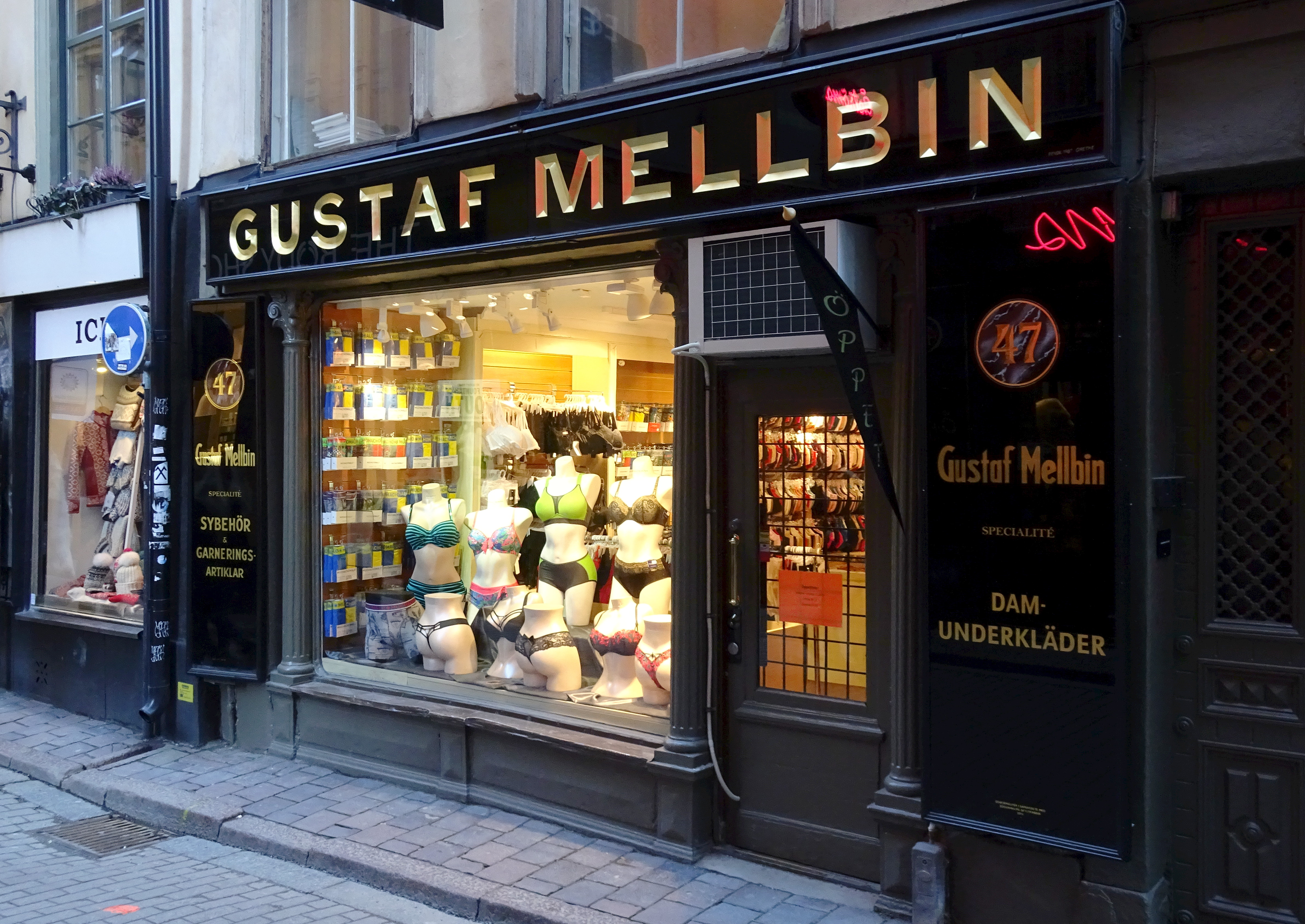
"Gustaf Mellbin", Västerlånggatan 47.